# Discografia de Scalene
Desde sua formação em 2008, a banda brasileira de rock e stoner rock Scalene já lançou seis álbuns de estúdio, um álbum ao vivo, sete extended plays (EPs) e quinze singles. A discografia da banda também inclui colaborações com artistas como as bandas brasileiras Supercombo, Far From Alaska, Francisco, el Hombre e Selvagens à Procura de Lei, além do rapper brasileiro BK. O grupo era originalmente um quinteto composto por Alexia Fidalgo (voz), Gustavo Bertoni (voz, guitarra), Tomás Bertoni (guitarra), Lucas Furtado (contrabaixo) e Philipe Nogueira (bateria). Com Fidalgo ainda no vocal feminino, lançaram independentemente em 2010 seu primeiro projeto, um EP homônimo de sete faixas que teve pouco mais de 200 cópias vendidas. Em 2012, foi lançado seu álbum de estreia Cromático, seu segundo projeto independente ainda sob a formação original. No entanto, parte do material do álbum foi regravado e, mais tarde, relançado como EP após a saída de Fidalgo, que se deu ainda no mesmo ano.
Em 2013, a banda, com quatro integrantes, lançou Real/Surreal, seu segundo álbum de estúdio, também de forma independente. "Amanheceu", canção de Real/Surreal, foi certificada em 2021 com disco de ouro, equivalente a 40 mil unidades, pela Pro-Música Brasil (PMB). Seu terceiro álbum de estúdio, Éter, foi lançado independentemente em maio de 2015, em meio a sua participação na segunda temporada do programa brasileiro Superstar, do qual saíram na segunda colocação. Após sua aparição em Superstar, assinaram com o selo SLAP, que relançou os álbuns Real/Surreal e Éter em agosto do mesmo ano. Dois meses depois, em outubro, foi também relançado pela gravadora o EP Cromático. Em 2016, lançaram seu primeiro álbum ao vivo, intitulado Ao Vivo em Brasília, antecedido pelo EP Entrelaços/Inércia. Magnetite, seu quarto álbum de estúdio, foi lançado em 2017 e o EP +gnetite, com canções inéditas gravadas na mesma época do álbum, foi lançado em 2018. Em 2019, seu quinto álbum de estúdio, Respiro, foi lançado. Canções de trabalhos passados e de Respiro foram retrabalhadas ao vivo para o EP Sessão Respiro, lançado em 2020, juntamente com o EP de inéditas Fôlego. Em 2021, lançaram o EP Ao Vivo no Sesc 24 de Maio, contendo faixas de seu repertório gravadas ao vivo durante sua última apresentação antes da pandemia de Covid-19. Este foi o último projeto da banda envolvendo Nogueira, que anunciou sua saída em agosto do mesmo ano. O sexto álbum de estúdio da banda, Labirinto, foi lançado em 2022, com a formação em trio. Apesar disso, algumas das canções do álbum foram gravadas com a participação de Nogueira.

## Álbuns

### Álbuns de estúdio
| Título                                                    | Detalhes do álbum |
| --------------------------------------------------------- | --- |
| Cromático                                                 | - Lançamento: 9 de março de 2012 - Gravadora: Nenhuma - Formato(s): Desconhecido                                                                      |
| Real/Surreal                                              | - Lançamento: 14 de agosto de 2013 - Relançamento: 14 de agosto de 2015 - Gravadora: SLAP - Formato(s): CD, download digital, streaming               |
| Éter                                                      | - Lançamento: 19 de maio de 2015 - Relançamento: 14 de agosto de 2015 - Gravadora: SLAP - Formato(s): CD, disco de vinil, download digital, streaming |
| Magnetite                                                 | - Lançamento: 18 de agosto de 2017 - Gravadora: SLAP - Formato(s): CD, disco de vinil, download digital, streaming                                    |
| Respiro                                                   | - Lançamento: 24 de julho de 2019 - Gravadora: SLAP - Formato(s): CD, disco de vinil, download digital, streaming                                     |
| Labirinto                                                 | - Lançamento: 11 de março de 2022 - Gravadora: SLAP - Formato(s): Download digital, streaming                                                         |
| Obscuro (Trilha Sonora Do Filme Obscuro: Cortina De Fogo) | - Lançamento: 25 de novembro de 2023 - Gravadora: SLAP - Formato(s): CD, disco de vinil, download digital, streaming                                  |

### Álbuns ao vivo
| Título              | Detalhes do álbum                                                                                          |
| ------------------- | --- |
| Ao Vivo em Brasília | - Lançamento: 15 de julho de 2016 - Gravadora: SLAP - Formato(s): DVD, CD+DVD, download digital, streaming |

## EPs
| Título                                                    | Detalhes do álbum |
| --------------------------------------------------------- | --- |
| Scalene                                                   | - Lançamento: 2010 - Gravadora: Nenhuma - Formato(s): Desconhecido                                                   |
| Cromático                                                 | - Lançamento: 2012 - Relançamento: 16 de outubro de 2015 - Gravadora: SLAP - Formato(s): Download digital, streaming |
| Entrelaços/Inércia                                        | - Lançamento: 11 de março de 2016 - Gravadora: SLAP - Formato(s): Download digital, streaming                        |
| +gnetite                                                  | - Lançamento: 20 de abril de 2018 - Gravadora: SLAP - Formato(s): Download digital, streaming                        |
| Sessão Respiro                                            | - Lançamento: 4 de março de 2020 - Gravadora: SLAP - Formato(s): Download digital, streaming                         |
| Fôlego                                                    | - Lançamento: 18 de junho de 2020 - Gravadora: SLAP - Formato(s): Download digital, streaming                        |
| Ao Vivo no SESC 24 de Maio                                | - Lançamento: 13 de maio de 2021 - Gravadora: SLAP - Formato(s): Download digital, streaming                         |
| Obscuro (Trilha Sonora Do Filme Obscuro: Cortina De Fogo) | - Lançamento: 25 de novembro de 2023 - Gravadora: SLAP - Formato(s): CD, disco de vinil, download digital, streaming |

## Singles
| Ano  | Canção                                   | Álbum                                                     |
| ---- | ---------------------------------------- | --------------------------------------------------------- |
| 2014 | "Trans Aparecer" (com Supercombo)        | Não adicionado a nenhum álbum                             |
| 2015 | "Relentless Game" (com Far From Alaska)  | Não adicionado a nenhum álbum                             |
| 2017 | "Ponta do Anzol"                         | Magnetite                                                 |
| 2017 | "Cartão Postal"                          | Magnetite                                                 |
| 2017 | "Distopia"                               | Magnetite                                                 |
| 2018 | "Clareia" (com Francisco, el Hombre)     | Não adicionado a nenhum álbum                             |
| 2019 | "Desarma" (com BK)                       | Não adicionado a nenhum álbum                             |
| 2019 | "Vai Ver"                                | Respiro                                                   |
| 2019 | "Furta-Cor"                              | Respiro                                                   |
| 2020 | "O Rio" (com Selvagens à Procura de Lei) | Não adicionado a nenhum álbum                             |
| 2020 | "Ethos" (com Amen Jr)                    | Não adicionado a nenhum álbum                             |
| 2021 | "Febril"                                 | Labirinto                                                 |
| 2021 | "Névoa"                                  | Labirinto                                                 |
| 2021 | "Tantra"                                 | Labirinto                                                 |
| 2022 | "Discórdia"                              | Labirinto                                                 |
| 2023 | "Obscuro"                                | Obscuro (Trilha Sonora Do Filme Obscuro: Cortina De Fogo) |
| 2025 | "Quimera"                                |                                                           |